# 迈尔霍夫
迈尔霍夫是奥地利上奥地利州谢尔丁县的一个市镇。总面积5平方公里，总人口263人，人口密度52.6人/平方公里（2005年）。